# Patrick Cassidy (Schauspieler)

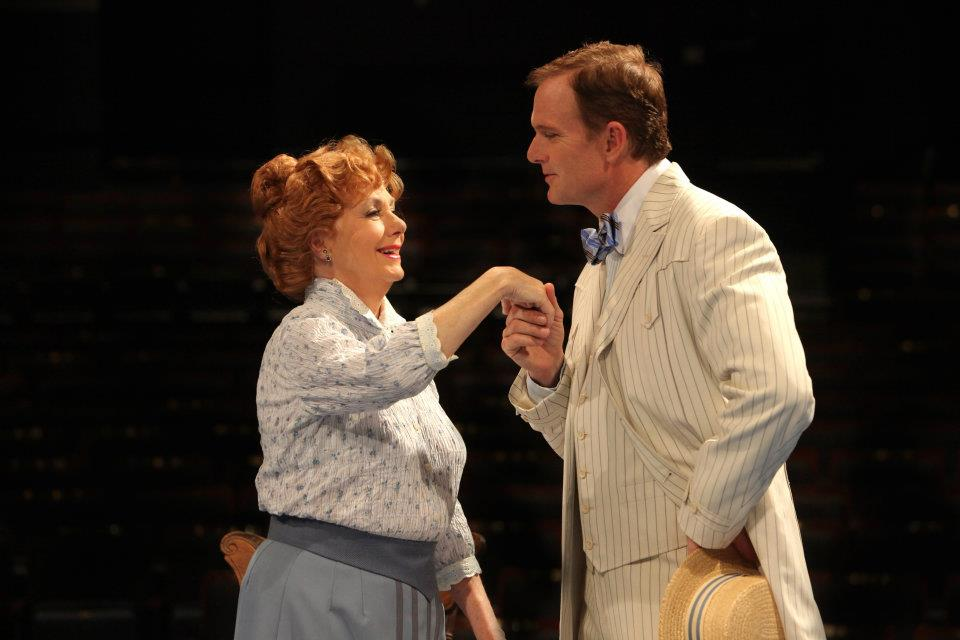
Patrick Cassidy mit seiner Mutter Shirley im Musical The Music Man (2012)

Patrick William Cassidy (* 4. Januar 1962 in Los Angeles, Kalifornien) ist ein US-amerikanischer Schauspieler.

## Leben
Patrick William Cassidy ist der Sohn der beiden Schauspieler Shirley Jones und Jack Cassidy. Sein Bruder ist der Sänger Shaun Cassidy und sein Halbbruder der Sänger David Cassidy.
Auch seine Nichte Katie Cassidy ist Schauspielerin. Cassidys erste Ehe dauerte von 1987 bis 1988, seit dem 14. Februar 1994 ist er in zweiter Ehe mit der Tänzerin Melissa Hurley, mit der er zwei gemeinsame Kinder hat, verheiratet.
Cassidy debütierte 1981 in den beiden Fernsehfilmen Engelsstaub ist tödlich und Opfer um Mitternacht. 1988 wurde er an der Seite von Melora Hardin für die Hauptrolle in der Fernsehserie Dirty Dancing gecastet. Allerdings wurde die Serie nach 13 Folgen wieder eingestellt. Neben den Schauspielern Dean Cain, Teri Hatcher, Richard Gant, Michael McKean, George Murdock und Rob LaBelle ist Cassidy der einzige, der in den beiden Supermanserien Superman – Die Abenteuer von Lois & Clark und Smallville auftrat. Neben seiner Arbeit in Film und Fernsehen machte sich Patrick Cassidy vor allem durch seine Rollen in Bühnenmusicals einen Namen.

## Filmografie (Auswahl)

### Film
- 1981: Engelsstaub ist tödlich (Angel Dusted)
- 1981: Opfer um Mitternacht (Midnight Offerings)
- 1984: Ein Klassemädchen (Just the Way You Are)
- 1984: Nickel Mountain
- 1986: Frohe Weihnachten, Mrs. Kingsley (Christmas Dove)
- 1986: Herzklopfen zu dritt (Something in Common)
- 1987: Verhext Nochmal! (Love at Stake)
- 1989: Freundschaft fürs Leben (Longtime Companion)
- 1990: Gottverlassen in Nevada (Follow Your Heart)
- 1990: Hitler’s Daughter
- 1994: Abenteuer auf der Wildwasser-Ranch (How the West Was Fun)
- 1998: Die Bombe von Oklahoma City (Oklahoma City: A Survivor's Story)

### Serie
- 1981: Boomer, der Streuner (Folge 2x04)
- 1983: Bay City Blues (acht Folgen)
- 1988–1989: Dirty Dancing (13 Folgen)
- 1993: Die Nanny (Mr. Anthony)
- 1997: Superman – Die Abenteuer von Lois & Clark (Lois & Clark: The New Adventures of Superman, drei Folgen)
- 2002–2003: Smallville (fünf Folgen)
- 2003: Immer wieder Jim (eine Folge)
- 2007: CSI: Miami (Folge 5x21)
- 2008: Emergency Room – Die Notaufnahme (ER, zwei Folgen)
- 2009: Ruby & the Rockits (10 Folgen)
- 2012: Castle (Folge 4x14)
- 2014: Major Crimes (eine Folge)